# Municipio de Santa Cruz Amilpas
El municipio de Santa Cruz Amilpas es uno de los 570 municipios del estado mexicano de Oaxaca. Su cabecera es la localidad de Santa Cruz Amilpas.

## Geografía
El municipio de Santa Cruz Amilpas colinda con los municipios de Santa Lucía del Camino, San Sebastián Tutla y San Antonio de la Cal.

## Gobierno
| Presidente municipal                   | Periodo   | Partido | Partido                              |
| -------------------------------------- | --------- | ------- | ------------------------------------ |
| Pedro Vázquez G.                       | 1941-1942 |         | Partido Revolucionario Institucional |
| Agustín Trinidad                       | 1945-1946 |         | Partido Revolucionario Institucional |
| Rosalino Cruz                          | 1947-1948 |         | Partido Revolucionario Institucional |
| José G. García                         | 1949-1950 |         | Partido Revolucionario Institucional |
| Guillermo López                        | 1951-1952 |         | Partido Revolucionario Institucional |
| Isidro Cruz M.                         | 1953-1956 |         | Partido Revolucionario Institucional |
| Felipe López A.                        | 1963-1965 |         | Partido Revolucionario Institucional |
| Moisés Antonio Martínez                | 1966-1968 |         | Partido Revolucionario Institucional |
| Eliseo Cruz Hernández                  | 1969-1971 |         | Partido Revolucionario Institucional |
| Celestino García Cruz                  | 1972-1974 |         | Partido Revolucionario Institucional |
| Perfecto Reynaldo Vicente Cruz         | 1975-1977 |         | Partido Revolucionario Institucional |
| Ricardo García Cruz                    | 1978-1980 |         | Partido Revolucionario Institucional |
| Delfino Morales Martínez               | 1981-1983 |         | Partido Revolucionario Institucional |
| Constantino Santiago Antonio           | 1984-1986 |         | Partido Revolucionario Institucional |
| Eliseo Cruz Trinidad                   | 1987-1989 |         | Partido Revolucionario Institucional |
| Juan Carreño Morales                   | 1990-1992 |         | Partido Revolucionario Institucional |
| José Luis García Sánchez               | 1993-1995 |         | Partido Revolucionario Institucional |
| Vicente Antonio Cruz                   | 1996-1997 |         | Partido Revolucionario Institucional |
| Cruz Vicente Antonio                   | 1997-1998 |         | Partido Revolucionario Institucional |
| Julián Matías López                    | 1999-2001 |         | Partido Revolucionario Institucional |
| Wilfrido Sánchez Cruz                  | 2002-2004 |         | Partido Revolucionario Institucional |
| Jesús Miguel Garza Quintana            | 2005-2007 |         | Partido Revolucionario Institucional |
| Carlos Manuel Sosa Gil                 | 2008-2010 |         | Partido Revolucionario Institucional |
| Juan Vicente Antonio                   | 2011-2013 |         | Convergencia                         |
| Rodrigo Joaquín Santos                 | 2014-2016 |         | Movimiento Ciudadano                 |
| Ernesto Enoc Martínez Vicente          | 2017-2018 |         | Movimiento Ciudadano                 |
| Natividad Matías Morales               | 2019-2021 |         | Partido Encuentro Social             |
| Christian Baruch Castellanos Rodríguez | 2022-2024 |         | Candidato independiente              |